# Zagłówki
Zagłówki – wieś w Polsce położona w województwie łódzkim, w powiecie bełchatowskim, w gminie Zelów.
| SIMC    | Nazwa     | Rodzaj    |
| ------- | --------- | --------- |
| 0557524 | Chmielnik | część wsi |
| 0557530 | Konie     | kolonia   |

W latach 1975–1998 miejscowość administracyjnie należała do województwa piotrkowskiego.